# Фомино (Палехский район)
Фомино́ — деревня  в Палехском районе Ивановской области. Входит в состав Раменского сельского поселения.

## География
Находится напротив деревниПрудово, в 6,4 км к северу от Палеха (12,2 км по дорогам).

## Население
| 1859 | 1905 | 2010 |
| ---- | ---- | ---- |
| 170  | ↘41  | ↘1   |

## Инфраструктура
Личное подсобное хозяйство с зоной сельскохозяйственного использования, индивидуальная застройка усадебного типа.

## Транспорт
Деревня доступна автотранспортом. 